# Carmen Mayerová
Carmen Mayerová, křtěná Carmen Carin Mayerová, (* 11. září 1944 Trutnov) je česká herečka německo-španělského původu, manželka herce Petra Kostky, matka herečky Terezy Kostkové a Kateřiny Hornyšové, kterou má z prvního manželství s hercem Maxmilianem Hornyšem. Má také dvě vyvdané dcery Zuzanu a Helenu Kostkovy z prvního manželství svého muže Petra Kostky.

## Život
Po své matce, Antonii Torell Mir (podle jiných zdrojů Antonii Mar Torell Mir,) která pocházela z baleárského ostrova Mallorca, je španělské národnosti. Úředním otcem Carmen Mayerové byl trutnovský architekt a akademický malíř německé národnosti Charles Mayer. Skutečným biologickým otcem herečky je však neznámý důstojník německého wehrmachtu jménem Manfred, s kterým její matka udržovala několikaletý poměr.
Jedná se o výraznou muzikálovou herečku. Před příchodem do Prahy vystupovala v tehdejším Divadle Vítězného února v Hradci Králové. Poté se stala dlouholetou členkou hereckého souboru Městských divadel pražských, kde působila v letech 1967 až 1991. Hostovala též, mimo jiné, i v Hudebním divadle v Karlíně v hlavní roli muzikálu Hello, Dolly!. Od roku 1991 bez stálého divadelního angažmá, hostuje pravidelně v libereckém a mladoboleslavském oblastním divadle .

## Divadelní role (výběr)

### Městská divadla pražská
- 1967 František Langer: Velbloud uchem jehly, Zuzka, Divadlo ABC, režie František Miška, 50 repríz
- 1967 Vratislav Blažek: Šeherezáda, titul. role, Divadlo ABC, režie František Miška, 56 repríz
- 1969 Maurice Hennequin: Prolhaná Ketty, Maggie, Ketty, Maud, Zoe, Divadlo Komedie, režie Karel Svoboda, 111 repríz
- 1969 Peter Schaffer: Černá komedie, Carol, Divadlo Komedie, režie František Miška, 42 repríz
- 1969 Marin Držič: Lišák Pomet (Dundo Maroje), Laura, Divadlo Komedie, režie Pavel Rímský, 45 repríz
- 1970 Ivan Bukovčan: Dřív než kohout zazpívá, Dívka, Komorní divadlo, režie Ladislav Vymětal, 34 repríz
- 1971 G. B. Shaw: Čokoládový hrdina, Rita, Divadlo Komedie, režie Ota Ornest, 45 repríz
- 1971 F. F. Šamberk, H. Šimáčková: Nezapřeš nikdy ženy své, Julie, Divadlo Komedie, režie Karel Svoboda, 55 repríz
- 1973 William Shakespeare, M. Shapiro: Dva šlechtici z Verony, Silvie, Divadlo Komedie, režie František Miška, 48 repríz
- 1974 Miroslav Horníček: Dva muži v šachu, Giulietta, Divadlo ABC, režie Ján Roháč j. h.

### Divadlo na Vinohradech
- 2012 Noël Coward: To byla moje písnička!, režie: Petr Kracik, česká premiéra: 2. listopadu 2012, role: Deirdre O'Malleyová
- 2015 Karel Čapek: Loupežník, režie: Tomáš Töpfer, premiéra: 6. února 2015, role: Cikánka
- 2016 Gabriela Preissová: Její pastorkyňa, režie: Martin Františák, premiéra: 16. září 2016, role: Stařeka
- 2016 Maxim Gorkij: Sluníčkáři (Děti slunce), režie: Juraj Deák, premiéra: 16. prosince 2016, role: Antonie
- 2020 Jan Vedral podle Olgy Scheinpflugové: Český román, režie: Radovan Lipus, světová premiéra: 11. září 2020, role: Marie Hübnerová – Leopolda Dostalová
- 2023 Jan Vedral podle Josefa Škvoreckého: Danny Smiřický (Příběhy inženýra lidských duší), režie: Radovan Lipus, světová premiéra: 27. ledna 2023, role: Kolaborantka – Burdychová

### Divadlo Ungelt
- 2019 Felix Mitterer: Pardál, Divadlo Ungelt, Praha. Carmen Mayerová nahradila v tomto představení Janu Štěpánkovou.[10]

## Film
- 1966 Jeden deň pre starú paniu – role: Jana
- 1968 Spalovač mrtvol – role: uklízečka Lišková
- 1970 Partie krásného dragouna

## Televize
- 1967 Sedm žen Alfonse Karáska (aneb když holky berou, já nevím kterou / In flagranti) (TV filmová hudební komedie) – role: Angelina
- 1972 Bližní na tapetě (TV cyklus mikrokomedií Malé justiční omyly) – role: dívka v kradeném autě (10.příběh: Embéčko)
- 1974 30 případů majora Zemana (TV seriál 1974–1979) – role: Inka Čadková (5. díl, příběh z r. 1948: Hon na lišku a 12. díl, příběh z r. 1955: Kleště)
- 2005 Ordinace v růžové zahradě (TV seriál)
- 2018 Ohnivý kuře (TV seriál) – role: Miluše „Miluška“ Horáková
- 2022 13. komnata Carmen Mayerové (TV cyklus) vzpomínkový dokument s vyprávěním Carmen Mayerové
- 2023 Jedna rodina (TV seriál) – role: hraběnka

## Dabing
- 1970 Randall a Hopkirk (TV seriál 1969-1970) Spojené království
  - 11. díl: Duch, jenž zachránil Monte Carlo / The Ghost Who Saved the Bank at Monte Carlo – role: Suzanne (Veronica Carlson)
  - 23. díl: Potíže se ženami / The Trouble with Women – role: Susan Langová (Denise Buckley)